# Liriomyza ivanauskasi
Liriomyza ivanauskasi är en tvåvingeart som beskrevs av Pakalniskis 1998. Liriomyza ivanauskasi ingår i släktet Liriomyza och familjen minerarflugor. Inga underarter finns listade i Catalogue of Life.